# 倫歇爾鎮區 (明尼蘇達州卡爾頓縣)
倫歇爾鎮區（英語：Wrenshall Township）是位於美國明尼蘇達州卡爾頓縣的一個行政鎮區。

## 地方資料
倫歇爾鎮區的面積為98.10平方千米，當中陸地面積為98.10平方千米，而水域面積為0.00平方千米。根據2020年美國人口普查的數據，當地共有人口443人，而人口密度為每平方千米4.52人。